# Иван Булгаков
Иван Афанасиевич Булгаков – Ваня е украински футболист, играл като ляв халф. Емигрант от украински произход.

## Биография
Роден е на 24 юни 1900 г. Играл е за Тича (Варна) и „Владислав“, Варна от 1922 до 1930 г. Има 104 мача и 26 гола в градското и областно първенство на Варна и в държавното първенство на България. Двукратен шампион и носител на купата на страната през 1925 и 1926, Брат е на Михаил Булгаков.
Булгаков е ученик в Киевската 1-ва Александровска гимназия, но не успява да я завърши поради избухналата гражданска война. През януари 1919 г. постъпва в Бялата Астраханска армия и 2 месеца по-късно се разболява от коремен тиф. След оздравяването си, се записва като доброволец в Киевската армия и в началото на 1920 г. е интерниран в Полша с корпуса на генерал Н.Е. Бредов. През юли 1920 г. се бие в Крим с отряда на ген. Бредов, от където през ноември е евакуиран с Руската Бяла армия на ген. П. Н. Врангел в Галиполи.
През 1921 г. се преселва в България като част от ФК Галиполи, съставен от емигранти от Бялата армия. Играе приятелски мачове в състава на Сокол Харманли. След това се установява във Варна и през 1922 г. става част от Тича. Налага се като титулярен ляв халф. През 1923 г. е шампион на Северна България, като печели Златна чаша на Севернобългарската спортна лига.
През 1924 г. преминава във Владислав. Ваня е 2 пъти шампион на България с ФК „Владислав“, където играе като титулярен полузащитник в продължение на 8 години. Физически силен, издръжлив и твърд в единоборствата, Булгаков се вписва отлично в шампионския състав.
Иван Булгаков е също музикант и поет. Във Варна, той организира детски оркестър от балалайки. Също във Варна, Ваня се оженва за Наталия Кириловна Минко и през 1925 г. им се ражда дъщеря, Ирина. През 1930 г., Иван емигрира със семейството си в Париж, по покана на брат си Николай. Там той започва работа като музикант в ресторант. Иван поддържа връзка с по-големия си брат Михаил и му посвещава няколко стихотворения, но поради наложените ограничения в Съветска Русия, двамата братя не успяват повече да се срещнат. Иван Булгаков умира в Париж през 1969 г.